# Addizione Novecentista

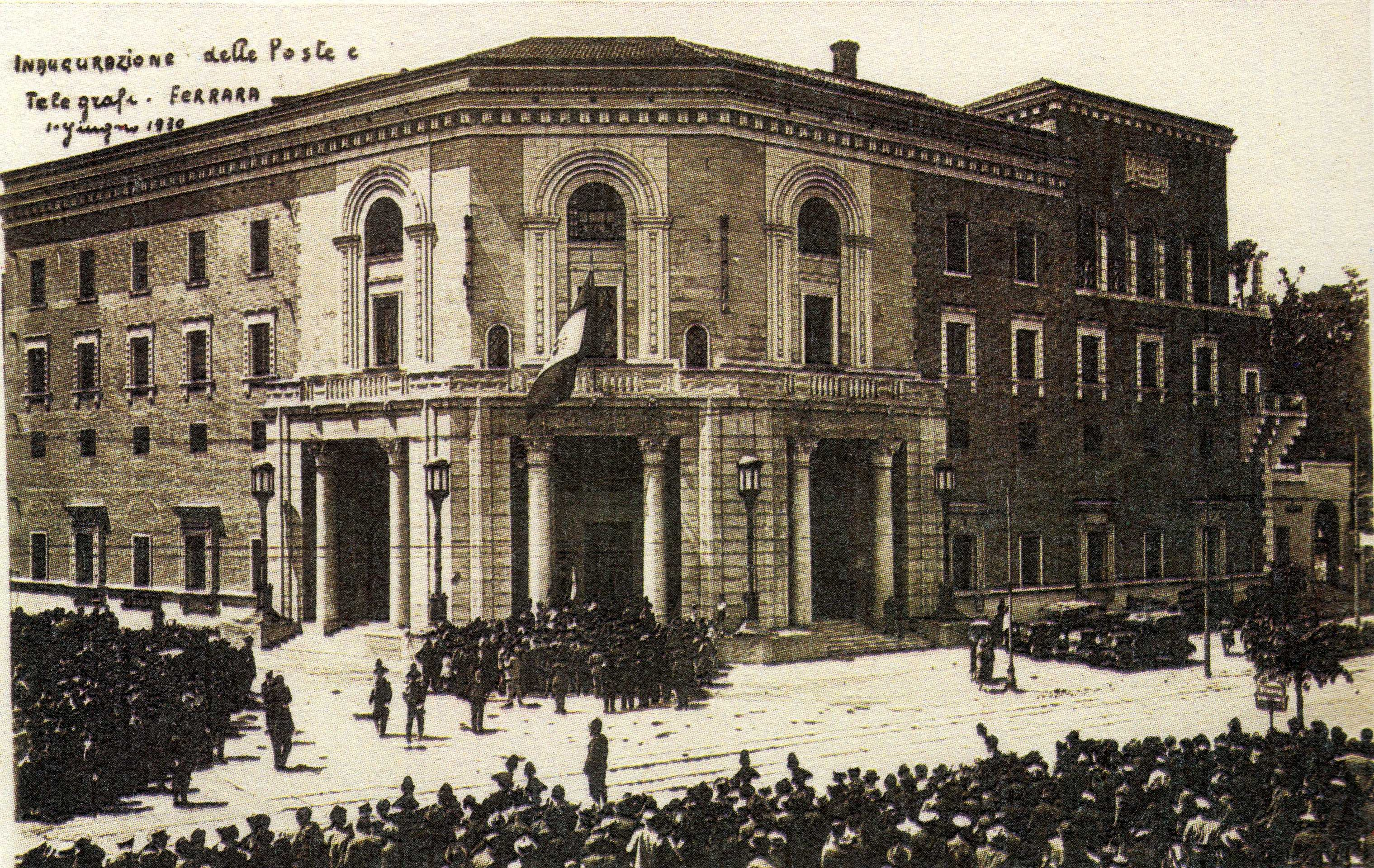
Inaugurazione del Palazzo delle Poste, nel 1930

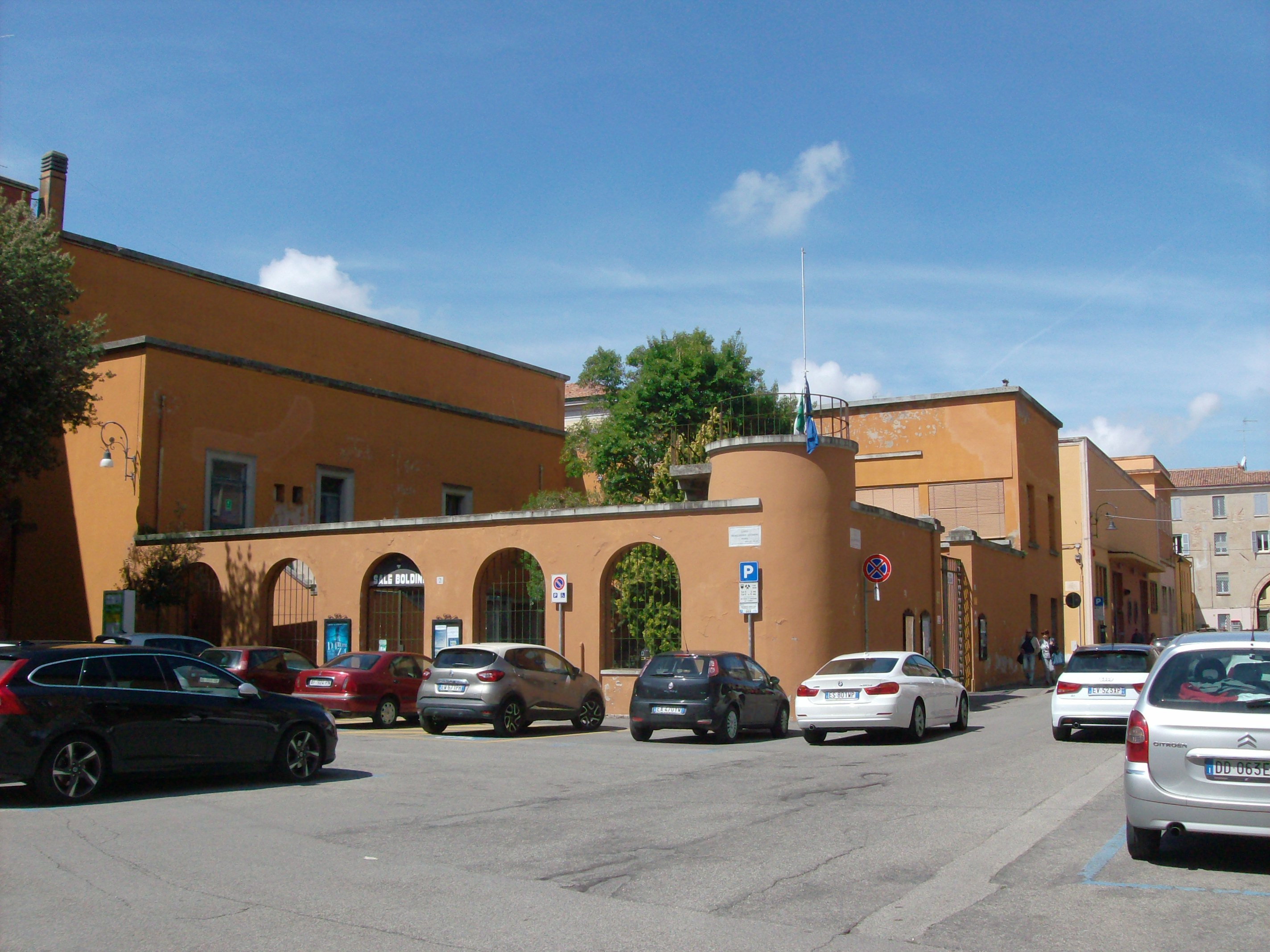
Complesso Boldini oggi, nell'area ex Sant'Anna

Con la conclusione del primo conflitto mondiale e l'affermazione del Fascismo, a Ferrara, come in molte altre città italiane, si ebbe un'intensa attività di ricostruzione urbanistica.
Questa fu definita Addizione Novecentista, volendo suggerire, nel nome, che fu il maggiore intervento sul tessuto urbano realizzato dai tempi dell'Addizione Erculea di Ercole I d'Este e Biagio Rossetti.

## Storia
Quando gli Este nel 1598 dovettero lasciare la città cedendone il governo allo Stato Pontificio (perché privi di eredi legittimi) e si realizzò la devoluzione, Ferrara, da capitale che era, venne ridotta ad una semplice città di provincia. In breve l'area precedentemente occupata da Castel Tedaldo e da interi quartieri venne demolita e si costruì una fortezza con la funzione ufficiale di difendere il territorio ma, in realtà, di controllare la popolazione. A metà dell'Ottocento tale fortezza venne demolita a sua volta e Ferrara si trovò un'enorme area, definita spianata, a disposizione per un nuovo utilizzo. Quest'area si estendeva dall'attuale Viale Cavour sino alle mura della zona sud-ovest. 

### Addizione Contini
La zona rimase praticamente inalterata sino ai primi anni del XX secolo  quando vennero edificate alcune ville (Villa Masieri-Finotti, Villa Amalia e Villa Melchiorri). Il compito di redigere un piano regolatore per dare una nuova veste a tutta l'area venne affidato all'ingegnere Ciro Contini e nel lavoro fu affiancato da alcuni ingegneri del comune. A questi ultimi si deve l'idea, poi non realizzata, di abbattere le mura che ancora oggi si trovano in quella zona. Il progetto iniziale è stato definito da Carlo Bassi: Addizione Contini, per ricordare il primo ideatore della ricostruzione e dell'utilizzo urbano del quartiere.

### Addizione fascista
A partire dall'inizio degli anni venti, per volontà di Italo Balbo e dei suoi collaboratori, primo tra tutti Renzo Ravenna, all'inizio in veste di Assessore, successivamente come Commissario straordinario ed infine come Podestà della città dal 1926 al 1938, si riconsiderò non solo l'area della ex Fortezza ma l'intero tessuto urbano, ed il progetto di Contini venne riconsiderato ed attuato creando un polo che aveva il suo fulcro nella nuova costruzione dell'Acquedotto. Fu l'Addizione Fascista.
In contemporanea si procedette alla ricostituzione generale del patrimonio stradale, fognario e di illuminazione pubblica e subito dopo ad un importante piano di riassetto di interi quartieri. Tali interventi continuarono per tutto il periodo fascista e alcune opere, programmate in quegli anni, videro la luce, pur con le dovute modifiche dettate dai tempi, solo nell'immediato dopoguerra.

### Addizione Novecentista
L'intervento urbanistico iniziato ai primi del Novecento si concluse nella sua organicità solo molti anni più tardi, ed è per questo motivo oggi si parla più correttamente di Addizione Novecentista. Ad esempio, per quanto riguarda l'area di San Romano e di corso Porta Reno, si procedette, vari anni dopo la fine della seconda guerra mondiale, ad un'operazione che Carlo Bassi in seguito descrisse come: “quel progetto demenziale chiamato sventramento di San Romano".

## Intervento urbanistico
L'amministrazione comunale, prima con il sindaco e poi con il podestà, si avvalse, in tempi successivi, del contributo di un folto gruppo di architetti e ingegneri, tra i quali Adamo Boari, Angiolo Mazzoni, Virgilio Coltro, Giorgio Gandini, Filippo Galassi ed i fratelli Girolamo e Carlo Savonuzzi.

### Recupero dell'esistente

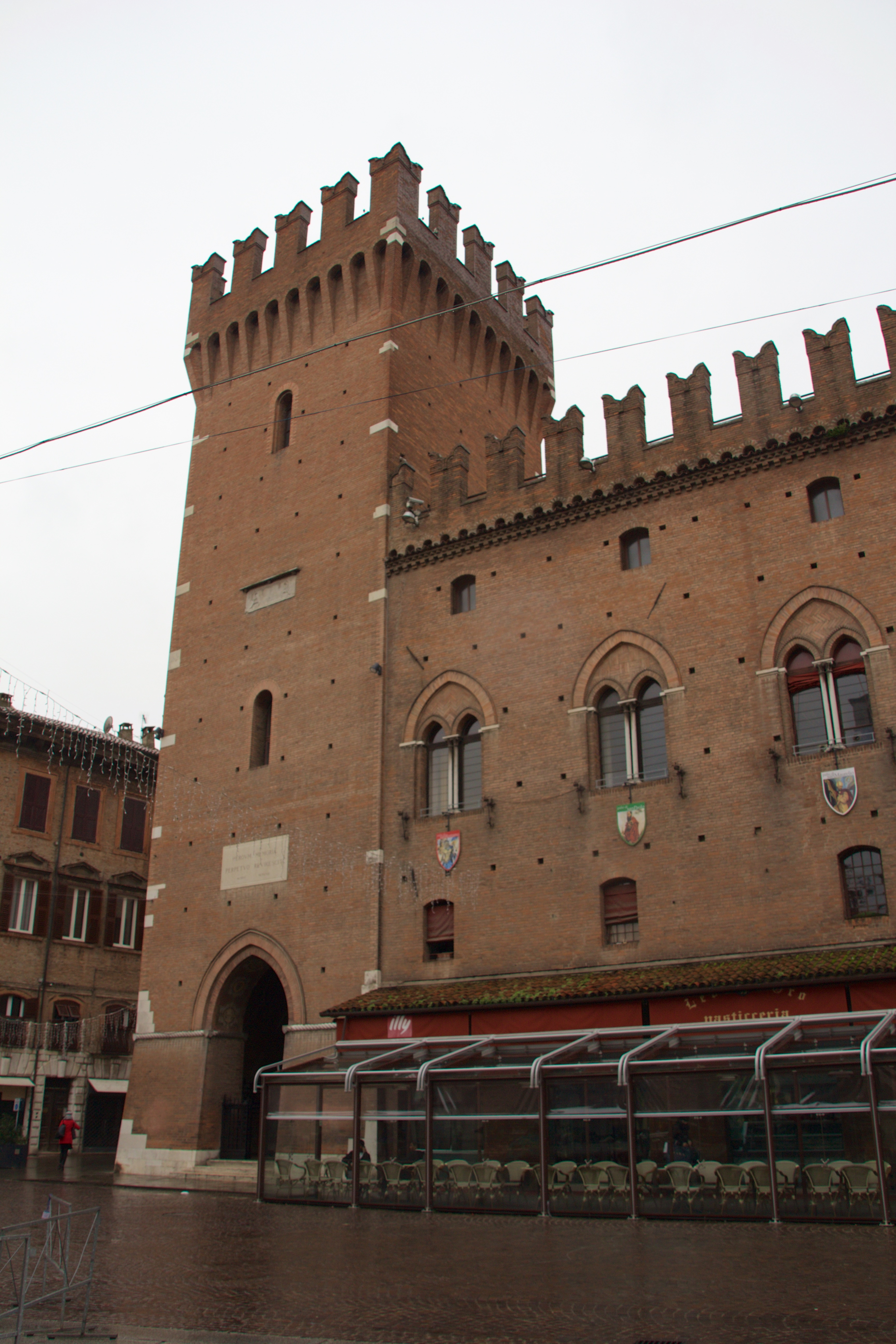
Palazzo Municipale e Torre della Vittoria, inaugurata nel 1928

L'azione complessiva partì dal recupero e restauro dell'esistente, in particolare con due edifici pubblici emblemi della città, e cioè il Castello Estense ed il Palazzo Municipale. In questo secondo caso si procedette a un intervento radicale sulla facciata rivolta verso il Duomo, e in particolare venne eretta una nuova Torre della Vittoria, dopo che l'originale del Rigobello era crollata durante il XVI secolo. Alla sua inaugurazione, avvenuta nel 1928,  presero parte Vittorio Emanuele III, Italo Balbo e Renzo Ravenna.
Tale recupero toccò anche altri edifici dei quali si parlerà più avanti, trattando dell'esistente con nuove finalità culturali.

### Opere nuove, ispirate ai principi razionalisti

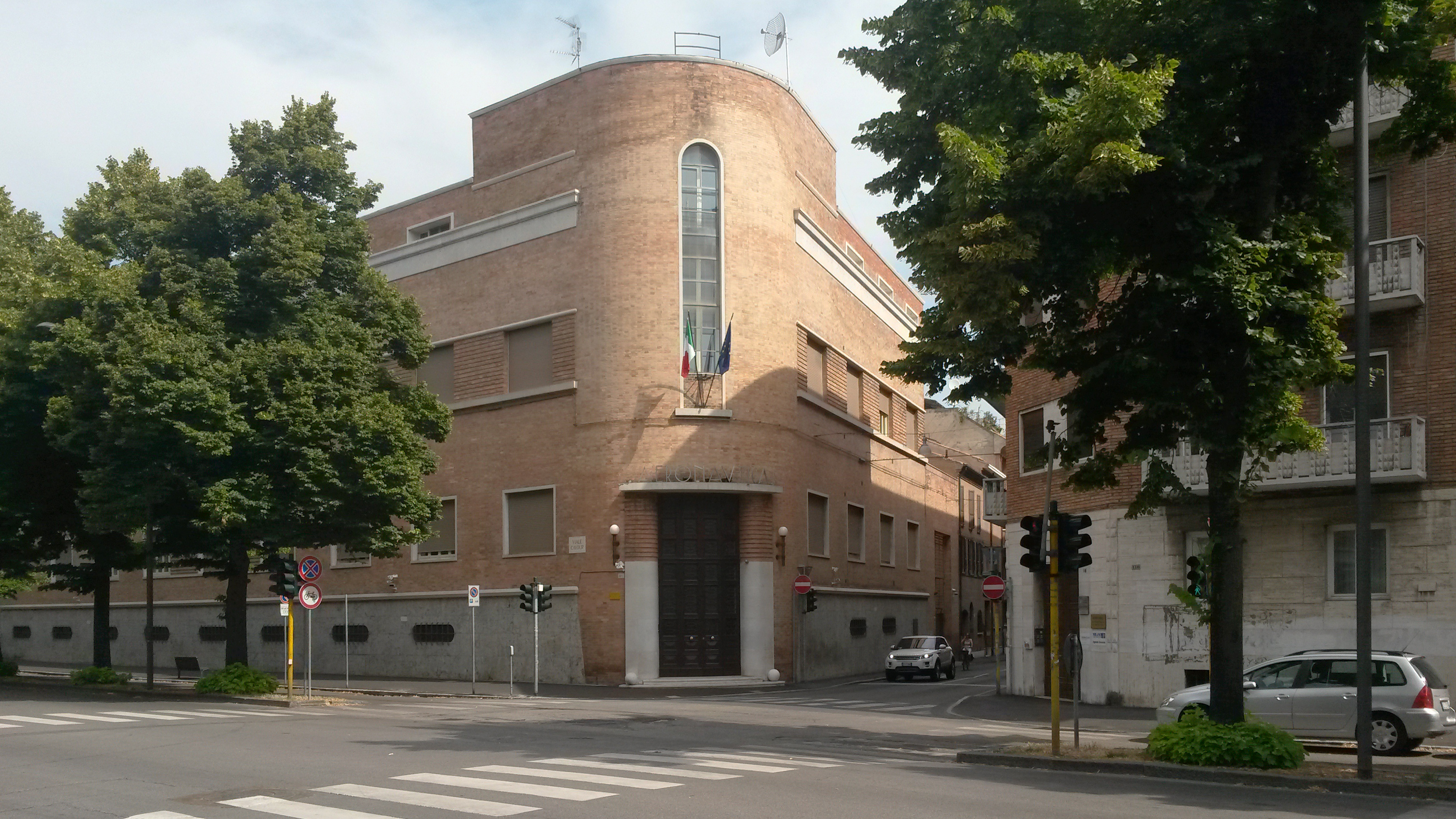
Palazzo dell'Aeronautica, immagine del luglio 2014

Lungo Viale Cavour, l'arteria che unisce la Stazione ferroviaria al centro con il Castello Estense, sorsero il Palazzo delle Poste, la Casa del Fascio e il Palazzo dell'Aeronautica. Il Palazzo delle Poste, in particolare, venne costruito abbattendo l'antico Convento di San Domenico, usato nell'Ottocento come caserma.
Nella zona del rione Giardino vennero edificati l'acquedotto monumentale nell'allora piazza XXVIII Ottobre (poi divenuta piazza XXIV Maggio e dalla quale parte corso Vittorio Veneto) e la Caserma Pastrengo.
A breve distanza sorse il mercato ortofrutticolo, mentre di fronte al Castello Estense venne costruito il palazzo I.N.A.
Altre opere che risalgono al periodo sono: la Scuola elementare Poledrelli, la caserma del Littorio, la Casa del Balilla, la caserma Gorizia, il Palazzo delle Assicurazioni Generali, la Stazione di Ferrara Porta Reno, il Foro Boario, lo Stadio Paolo Mazza ed il mercato del pesce. Diversi di questi edifici vennero in seguito demoliti.

#### Area ex Sant'Anna

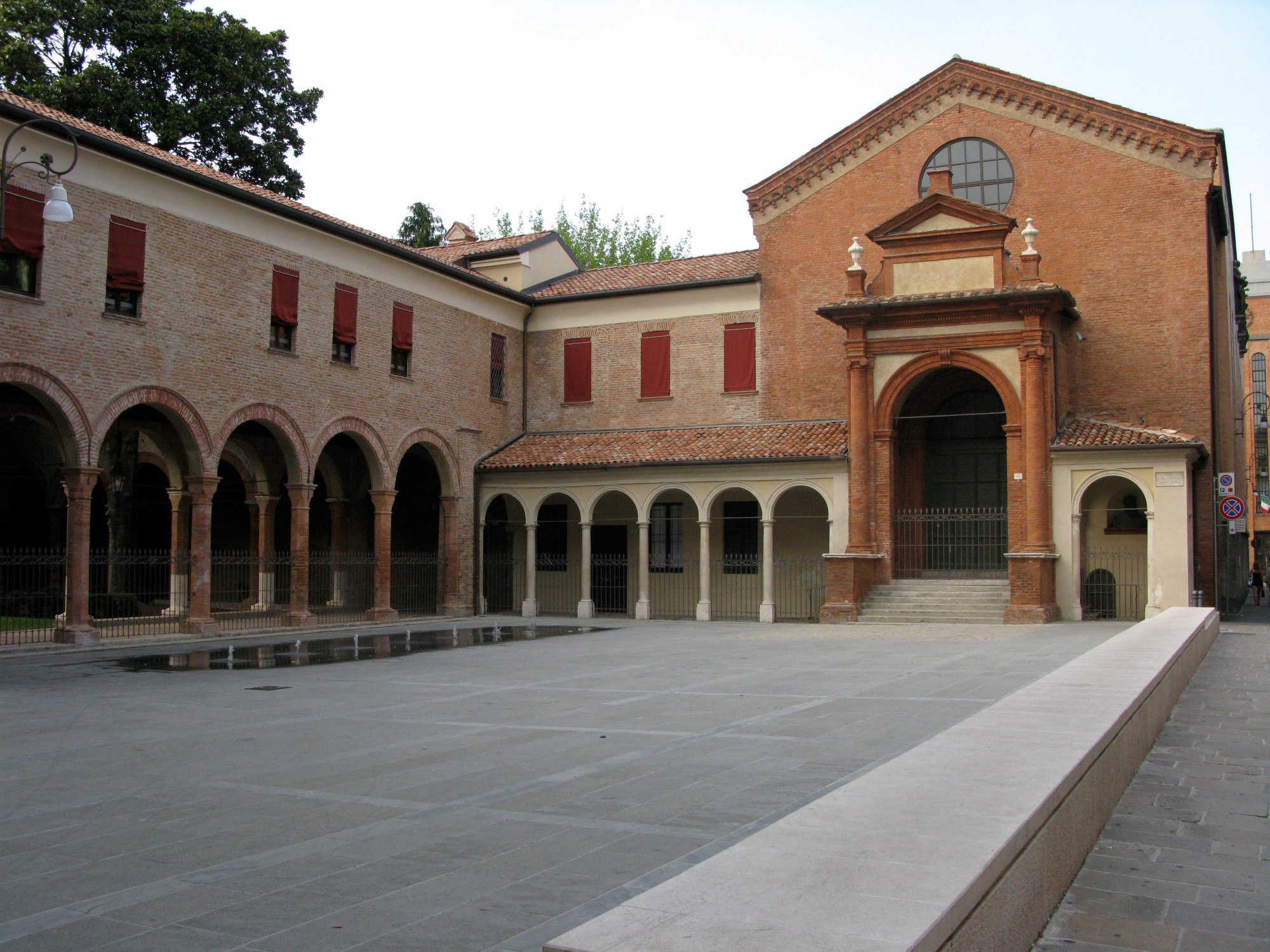
Piazzetta Sant'Anna

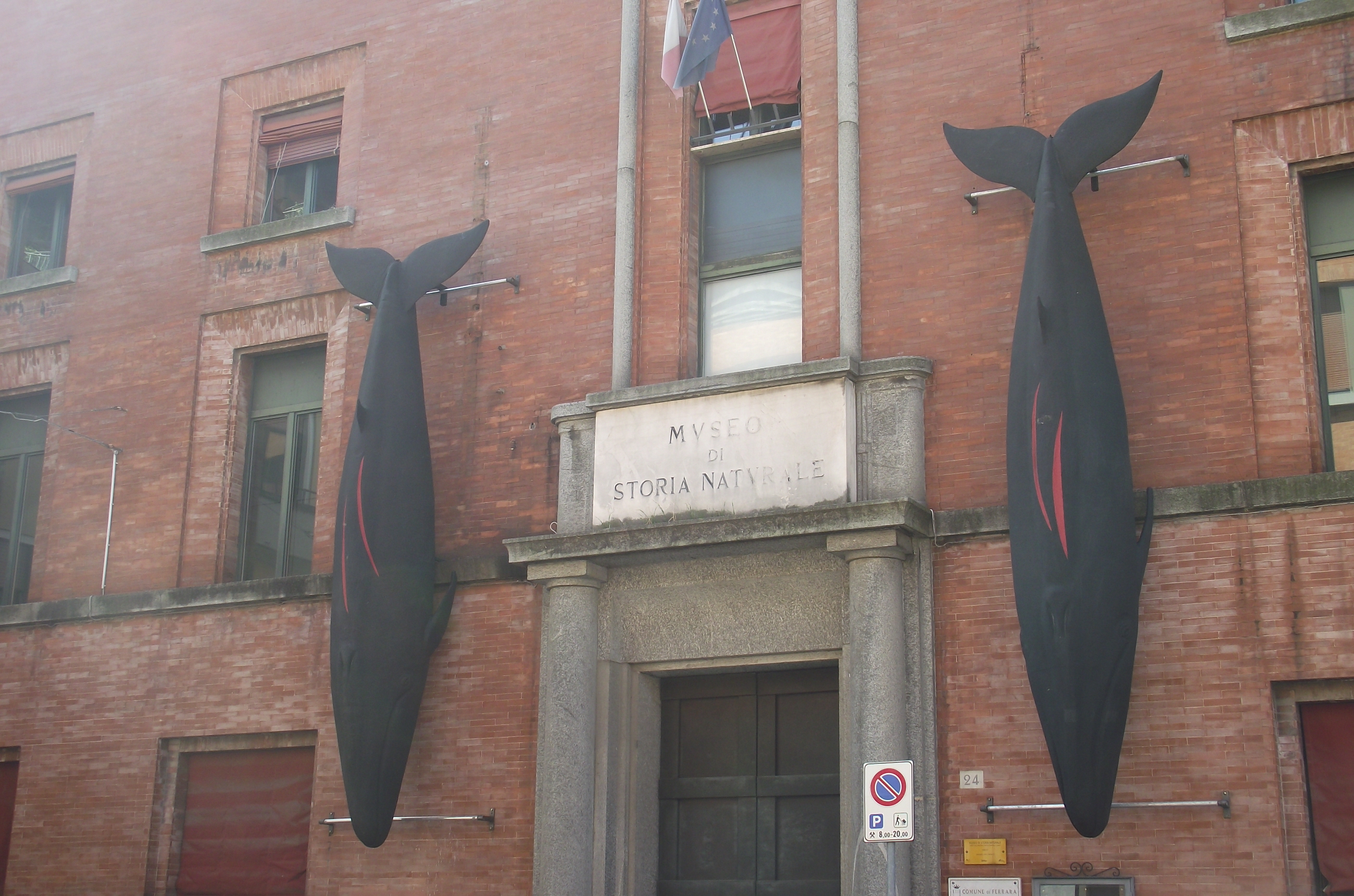
Facciata del Museo di Storia Naturale durante l'esposizione del progetto The Faunal Countdown

Un intervento importante, che andò a modificare l'area di un intero quartiere, sino ad allora occupata dal nosocomio cittadino, il Sant'Anna, fu quello che riguardò la costruzione del Museo di storia naturale, del Conservatorio Girolamo Frescobaldi, del Complesso Boldini e della Scuola elementare Alda Costa, inizialmente intitolata al re Umberto I e solo dopo la guerra dedicata alla memoria della maestra elementare e antifascista Alda Costa.
Progettista di quest'opera urbanistica complessa fu Carlo Savonuzzi, dal 1926 ingegnere del Comune di Ferrara, che fece demolire gli antichi edifici ma mantenne intatto il chiostro dell'oratorio, ancora oggi visitabile, e recentemente oggetto di un nuovo intervento di riqualificazione urbanistico, riguardante in particolare la Piazzetta Sant'Anna.

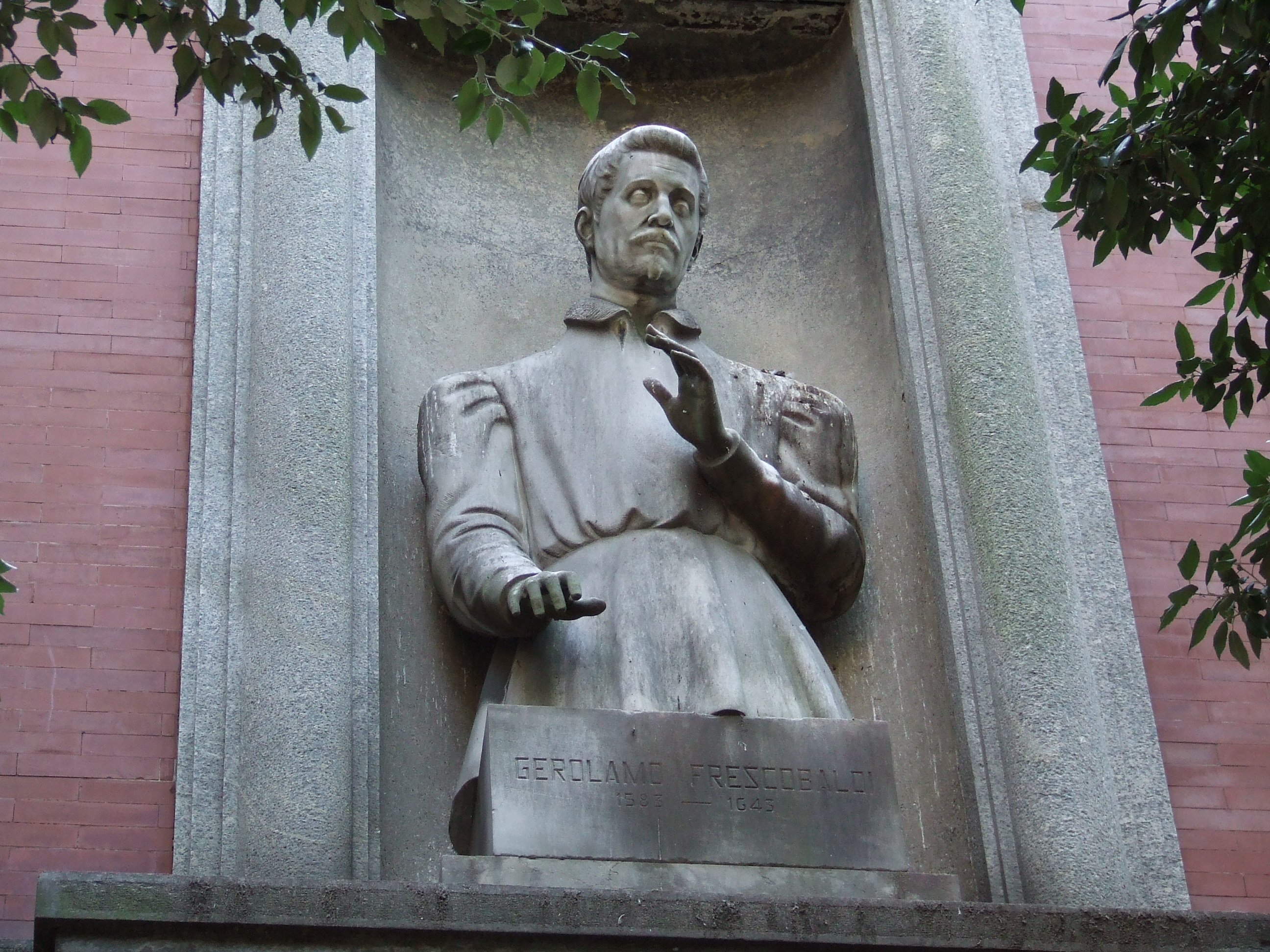
Statua che orna l'entrata del Conservatorio G. Frescobaldi di Ferrara

Il nuovo ospedale cittadino intanto, nel 1927, venne trasferito in una nuova sede progettata dall'ingegnere Filippo Galassi, più lontano dal centro storico ma sempre all'interno delle mura rinascimentali (e dove rimase sino al 2012, quando venne spostato a Cona).

### Utilizzo dell'esistente con nuove finalità culturali

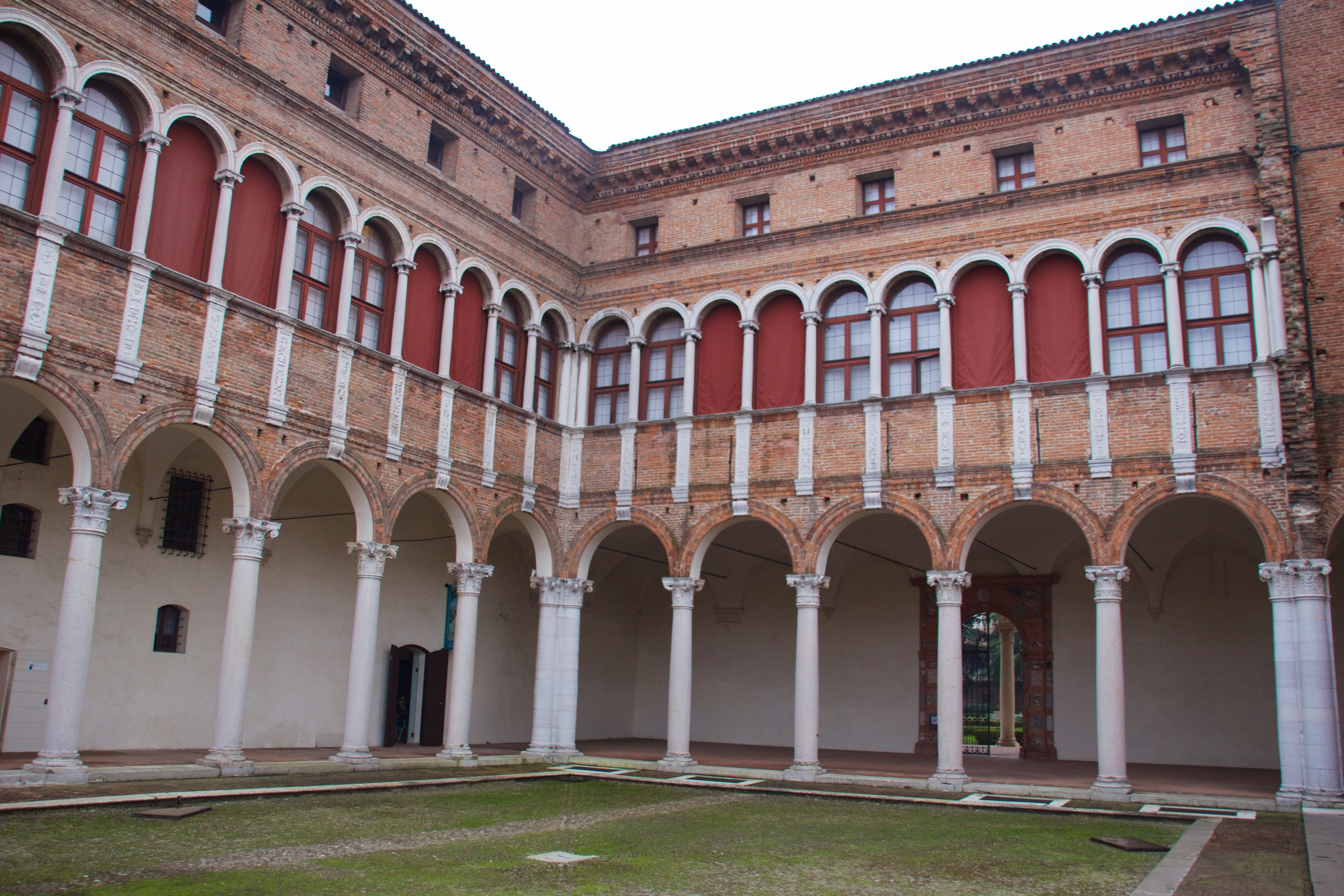
Palazzo Costabili, sede del Museo Archeologico Nazionale

Il Palazzo Costabili, già attorno al 1918, versava in una grave situazione di abbandono e fu acquistato nel 1920 dallo Stato. Il Museo archeologico nazionale intanto, che custodiva oltre diecimila reperti provenienti dagli scavi di Spina, necessitava di una nuova sede. La decisione dell'amministrazione Ravenna fu di trovare una sistemazione alle circa cinquanta famiglie di sfollati che dopo la guerra avevano occupato il nobile palazzo progettato da Biagio Rossetti costruendo un sufficiente numero di alloggi popolari e rendendo così possibile sia lo sgombero degli occupanti, facendo attenzione alle loro necessità, sia la sistemazioni dei locali per il museo, che sarebbe poi stato inaugurato il 20 ottobre 1935, lo stesso giorno dell'inaugurazione del Museo Boldini.
Il Museo Boldini appena ricordato fu merito di un'attenta e lunga opera diplomatica del podestà Ravenna, che intrattenne stretti rapporti epistolari con Giovanni Boldini sino a recarsi a Parigi, dove ormai viveva l'ultraottantenne artista nato a Ferrara, al fine di ottenere la promessa di avere per la città natale le sue opere. Con la morte del pittore la giovane vedova all'inizio non intendeva dare seguito alle promesse del marito, e solo diversi anni dopo, anche in seguito ad un contenzioso tra la vedova ed il fratello di lui, le opere arrivarono a Ferrara, e furono sistemate, per l'inaugurazione del museo, nelle sale del Palazzo dei Diamanti.
In collaborazione con la Curia si costruì anche il Museo dell'Opera del Duomo, e questo per valorizzare ogni spunto che offriva la città per una sua rinascita a livello nazionale.
Nel 1937, sempre sotto l'amministrazione Ravenna, venne deciso il restauro della Palazzina di Marfisa d'Este, ma i lavori iniziarono solo tre anni più tardi.

### Altre opere di interesse pubblico, industriale ed abitativo
A questo periodo risalgono anche il polo industriale, il Linificio e canapificio e numerosi altri edifici industriali e di edilizia popolare.